# Phygadeuon elliotti
Phygadeuon elliotti är en stekelart som beskrevs av Morley 1947. Phygadeuon elliotti ingår i släktet Phygadeuon och familjen brokparasitsteklar. Inga underarter finns listade i Catalogue of Life.